# Trifănești
Trifănești es una comuna y localidad de Moldavia en el distrito (raión) de Florești.

## Geografía
Se encuentra a una altitud de 97 m s. n. m. a 137 km de la capital nacional, Chisináu. Lo atraviesa el Río Cainari (Căinarii). Se encuentra a 18 km del centro de la provincia de Florești y 12 km de la estación de tren Mărculești.

## Demografía
En el censo 2014 el total de población de la localidad fue de 1 181 habitantes.

## Historia
Existen evidencias de ocupación humana desde la Edad del Bronce.  La primera mención histórica de Trifăneşti se remonta a 1588. Mircea Snegur, primer presidente de Moldavia desde 1990 hasta 1997, nació en Trifăneşti. Nació también en la ciudad Ștefan Gonata (1838-1896), agrónomo y político rumano, uno de los fundadores de la Academia Rumana.